# 壺漬け

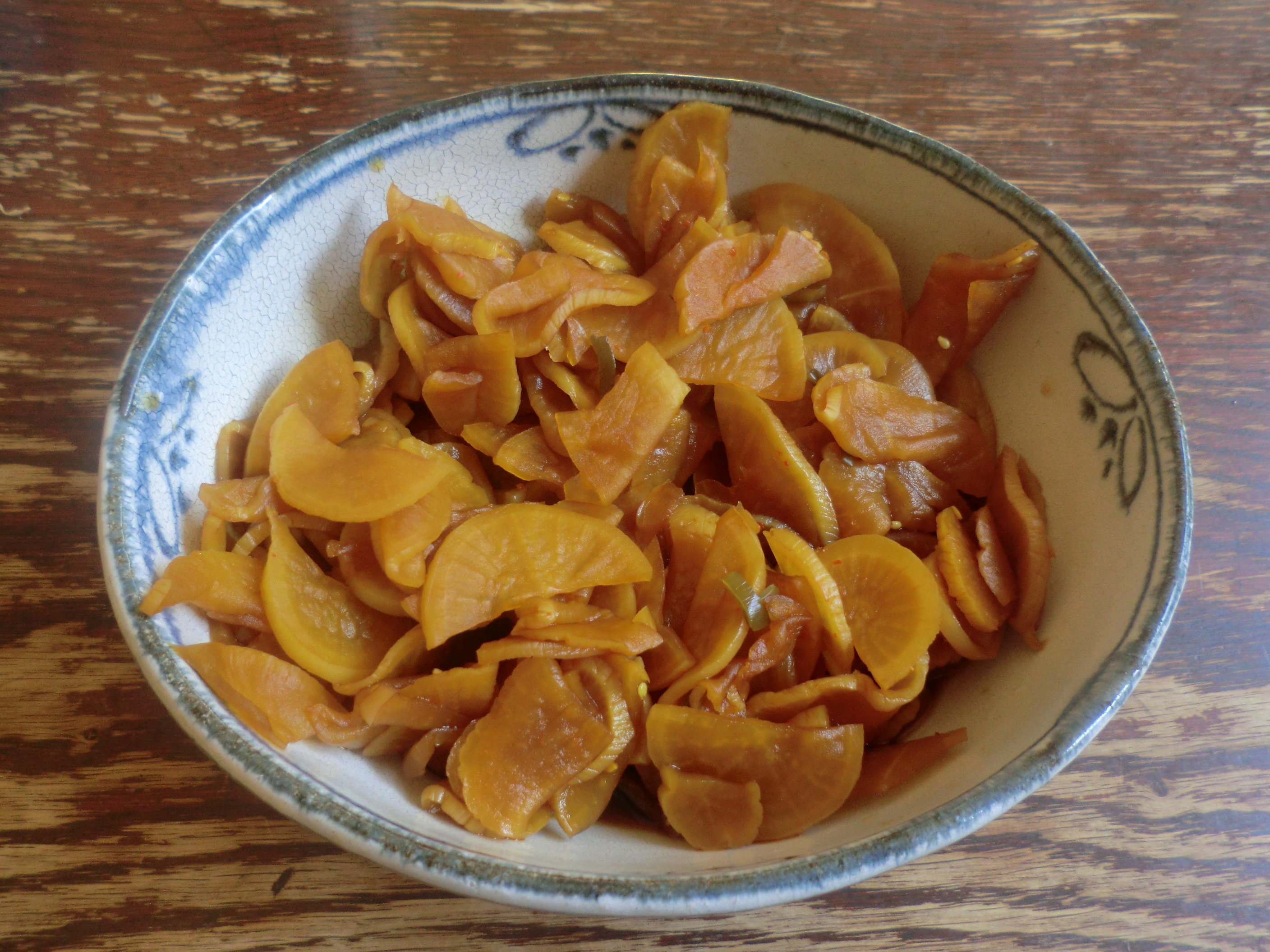
壺漬け

壺漬け（つぼづけ）とは、干し大根の刻み醤油漬の一種。鹿児島県など南九州の伝統的な漬物である。本来は壺で塩漬けにしていたことからこの名があるが、昭和40年代に製法が変化し、地元鹿児島県などでは「壺漬け」と「山川漬」に区別されている。

## 製法
「壺漬け」は本来は干し大根を壺で塩漬けにしたものを言った。しかし、昭和40年代に南九州産の沢庵漬けが大量に売れるようになり、生産量が追い付かなくなりタンクで醤油に漬け込むようになった。以後、「壺漬け」と「山川漬」は区別されるようになった。

### 壺漬け
昭和40年代以降はタンクで漬けた大根を特に刻んで醤油漬にしたものが「壺漬け」として販売されるようになった。壺漬けはたくあん漬け同様にべっこう色であるが粒が小さく、パリパリした歯ごたえのする漬物である。癖がなく万人受けし易いので最近では全国的に流通しており和風の外食メニューや弁当類で口直しの香物として添えられることも多い。

### 山川漬
山川漬は発酵に塩だけを用いて伝統的な甕に漬ける製法によって作られた漬物をいう。全国的に流通している壺漬けに比べて熟成度が高く、独特の味、色、臭いがあり、鹿児島県などでは根強い人気があるものの、観光土産品等で細々と販売されているにすぎない。鹿児島県指宿市山川地区が発祥の地とされる。山川漬は12月から1月にかけて1ヶ月以上寒干しした大根を、臼に入れて塩をまぶしながら杵で突き（小突き）、それを甕壺に隙間なく詰め込んで半年間発酵させたものである。山川漬は1991年（平成3年）度「鹿児島県ふるさと認証食品」に定められた。